# Прато (Левентіна)
Прато (італ. Prato (Leventina)) — громада  в Швейцарії в кантоні Тічино, округ Левентіна.

## Географія
Громада розташована на відстані близько 115 км на південний схід від Берна, 38 км на північний захід від Беллінцони.
Прато має площу 16,8 км², з яких на 3,4% дозволяється будівництво (житлове та будівництво доріг), 17,1% використовуються в сільськогосподарських цілях, 47% зайнято лісами, 32,5% не є продуктивними (річки, льодовики або гори).

## Демографія
2019 року в громаді мешкало 409 осіб (-6,2% порівняно з 2010 роком), іноземців було 21,8%. Густота населення становила 24 осіб/км².
За віковим діапазоном населення розподілялося таким чином: 16,6% — особи молодші 20 років, 58,2% — особи у віці 20—64 років, 25,2% — особи у віці 65 років та старші. Було 185 помешкань (у середньому 2,2 особи в помешканні).
Із загальної кількості 131 працюючого 9 було зайнятих в первинному секторі, 42 — в обробній промисловості, 80 — в галузі послуг.